# NGC 6684
NGC 6684 (другие обозначения — PGC 62453, ESO 104-16, AM 1843-651) — линзообразная галактика (SB0) в созвездии Павлин.
Этот объект входит в число перечисленных в оригинальной редакции «Нового общего каталога».